# Moruga fuliginea
Moruga fuliginea là một loài nhện trong họ Barychelidae. Loài này phân bố ờ Queensland.